# Johann Sigismund Friedrich von Khevenhüller-Metsch
Johann Sigismund Friedrich 2. Fürst von Khevenhüller-Metsch (* 22. Februar 1732 in Wien; † 15. Juni 1801 in Klagenfurt) war ein Diplomat in kaiserlichen Diensten. Er war zuletzt als Plenipotentiar oberster Vertreter des Kaisers in Reichsitalien. Er war auch Fürst von Aichelberg, Graf von Hohen-Ostrowitz und Annabüchl, Freiherr von Landskron und Wernberg und Erbherr auf Carlsberg.

## Herkunft
Er war der zweitgeborene Sohn von Johann Joseph 1. Fürst von Khevenhüller und dessen Ehefrau Karolina Maria Augustina (geb. Gräfin Metsch) (* 26. Januar 1706; † 16. April 1784).

## Leben
Er trat in den diplomatischen Dienst ein und war zwischen 1756 und 1760 kaiserlicher Gesandter in Portugal. Danach übte er diesen Posten von 1763 bis 1770 am sardinischen Hof in Turin aus. Zwischen 1775 und 1782 war er als Plenipotentiar oberster Vertreter des Kaisers und des Reiches in Reichsitalien.
Danach zog er sich von den öffentlichen Geschäften zurück. Er lebte in Mailand und anderen Städten Italiens. Nach seiner Rückkehr nach Österreich 1801 erkrankte er und starb.

## Familie
Er selbst heiratete am 26. Februar 1754 in erster Ehe die Fürstin Maria Amalia von Liechtenstein (* 11. August 1737; † 20. Oktober 1787), Tochter von Emanuel von Liechtenstein. Aus der Ehe gingen insgesamt neun Kinder hervor, darunter:
- Karl Maria Joseph Johann Baptist Clemens (* 23. November 1756; † 2. Juni 1823), 3. Reichsfürst von Khevenhüller-Metsch ⚭ 1805 Gräfin Therese von Morzin (* 18. April 1774; † 8. Juli 1859)
- Franz Maria Johann Joseph Hermann (* 7. April 1762; † 3. Juli 1837), 4. Reichsfürst von Khevenhüller-Metsch

⚭ 1791 Gräfin Maria Elisabeth von Kuefstein (* 2. Mai 1771; † 8. April 1796)
⚭ 1798 Gräfin Maria Josefa von Abensperg und Traun (* 23. November 1782; † 6. März 1799)
⚭ 1812 Gräfin Christine Zichy von Zich und Vásonkeö (* 30. April 1792; † 20. Juli 1830)
- Maria Karolina Ferdinanda (* 3. September 1763; † 19. November 1858) ⚭ Giuseppe Maria Soresina-Vidoni
- Maria Leopoldina (* 22. August 1767; † 24. Februar 1845) ⚭ 1783 Don Francesco Ruspoli (* 18. Februar 1752; † 8. März 1829), 3. Fürst von Cerveteri

Am 4. November 1800 heiratete er in zweiter Ehe die Gräfin Maria Josephine von Strassoldo (* 2. November 1768; † 13. März 1837). Aus der Verbindung gingen keine Kinder hervor.